# Глен Рок (Пенсилванија)
Глен Рок (енгл. Glen Rock) град је у америчкој савезној држави Пенсилванија.

## Демографија
По попису из 2010. године број становника је 2.025, што је 216 (11,9%) становника више него 2000. године.
| Група             | 2000.         | 2010.         |
| Белци             | 1.767 (97,7%) | 1.894 (93,5%) |
| Афроамериканци    | 18 (1,0%)     | 44 (2,2%)     |
| Азијати           | 6 (0,3%)      | 6 (0,3%)      |
| Хиспаноамериканци | 8 (0,4%)      | 46 (2,3%)     |
| Укупно            | 1.809         | 2.025         |